# إريك لويل
إريك لويل (بالإنجليزية: Eric Lowell)‏ هو لاعب كرة قدم بريطاني في مركز الهجوم، ولد في 1 مارس 1935 في ستوك أون ترينت في المملكة المتحدة. لعب مع ديربي كاونتي وستوك سيتي.